# Stefan Flöjt
Bengt Stefan Flöjt, född 5 december 1976 i Mariehamn, är en före detta innebandyspelare som spelat i både svenska Superligan och i finska Innebandyligan som målvakt.  Stefan Flöjt föreläser på sin fritid inom innebandy genom sitt företag Futurica Sport & Education. Stefan Flöjts vardagliga sysselsättning är mellan- och högstadie lärare inom de samhällsorienterande ämnena. 